# Porwanie Europy (obraz Tycjana)
Porwanie Europy (wł. Ratto di Europa) – obraz renesansowego malarza weneckiego Tycjana.

 

Rembrandt, Porwanie Europy,
1632, 62,2 × 77 cm, Paul Getty Museum

Obraz powstał na zamówienie króla Hiszpanii Filipa II. Temat obrazu nawiązuje do mitu opowiadającego o miłości Zeusa do fenickiej księżniczki Europy. Zeus, zakochawszy się w Europie, przybrał postać białego byka i zjawił się na łące, miejscu zabaw księżniczki i jej towarzyszek. Europa, uwiedziona łagodnością i delikatnością byka, usiadła na jego grzbiecie, a ten, wykorzystując to, zerwał się do ucieczki, przepłynął morze i zatrzymał się dopiero w grocie położonej na wyspie Krecie.

Ona widząc, że brzeg się oddala, przelękła się, jedną ręką za rogi się trzyma, drugą za grzbiet. Drży z lęku, a wiatr rozwiewa jej szaty. (Owidiusz, Metamorfozy)

Szczegóły sceny mogą wskazywać, iż dodatkowym źródłem, z którego mógł korzystać Tycjan, jest antyczne dzieło greckiego pisarza z II w. n.e. Achillesa Tatiosa, przełożonego na język włoski przez Lodovica Dolcego. Wskazywać na to może obecność amorków i delfinów: Wokół bestii krążyły delfiny i amorki. Z przekładu zaczerpnął pewnie opis szat Europy: jej tunika była biała, a suknia szkarłatna. Również księżniczka została przedstawiona nieco odmiennie niż we wcześniejszych, tradycyjnych ujęciach sceny. Dotychczas dosiadała ona byka niczym Amazonka, bokiem. Również i w późniejszych dziełach m.in. w Porwaniu Europy Strozziego czy w Porwaniu Rembrandta, Europa niezmiennie galopuje, zasiadając potwora bokiem. Tycjan ukazał księżniczkę ledwo trzymającą się na grzbiecie zwierzęcia. Jedną ręką trzyma się rozpaczliwie za róg, w drugiej trzyma szkarłatną szatę trzepoczącą na wietrze. Przez ramię spogląda na dwa uzbrojone w łuki amorki, co wskazuje, iż jest zadowolona z zaistniałej sytuacji. Amorki na niebie i Amor dosiadający delfina w podobnej pozie, w jakiej znajduje się Europa, wskazują na erotyczny charakter dzieła i łagodzą brutalny wydźwięk sceny.       
Z lewej strony Tycjan przedstawia rozległy krajobraz z morskim brzegiem, na którym z podniesionymi rękami stoją przerażone towarzyszki Europy.